# 23259 Miwadagakuen
23259 Miwadagakuen è un asteroide della fascia principale. Scoperto nel 2000, presenta un'orbita caratterizzata da un semiasse maggiore pari a 2,2715307 UA e da un'eccentricità di 0,0767159, inclinata di 9,16940° rispetto all'eclittica.